# Pseudopsacothea
Pseudopsacothea is een kevergeslacht uit de familie van de boktorren (Cerambycidae). De wetenschappelijke naam van het geslacht werd voor het eerst geldig gepubliceerd in 1935 door Pic.

## Soorten
Pseudopsacothea omvat de volgende soorten:
- Pseudopsacothea albonotata Pic, 1935
- Pseudopsacothea modiglianii Breuning, 1970